# Alpiscorpius germanus
Espèce
Synonymes
- Scorpius germanus C. L. Koch, 1837
- Euscorpius germanus (C. L. Koch, 1837)
- Euscorpius germanus marcuzzii Valle, Berizzi, Bonino, Gorio, Gimmillaro-Negri & Percassi, 1971

Alpiscorpius germanus est une espèce de scorpions de la famille des Euscorpiidae.

## Distribution
Cette espèce se rencontre en Italie en Frioul-Vénétie Julienne, au Trentin-Haut-Adige et en Vénétie, en Autriche et en Suisse aux Grisons.
Les populations slovènes anciennement considérées comme appartenant à cette espèce appartiennent à Alpiscorpius kappa et Alpiscorpius lambda.

## Description

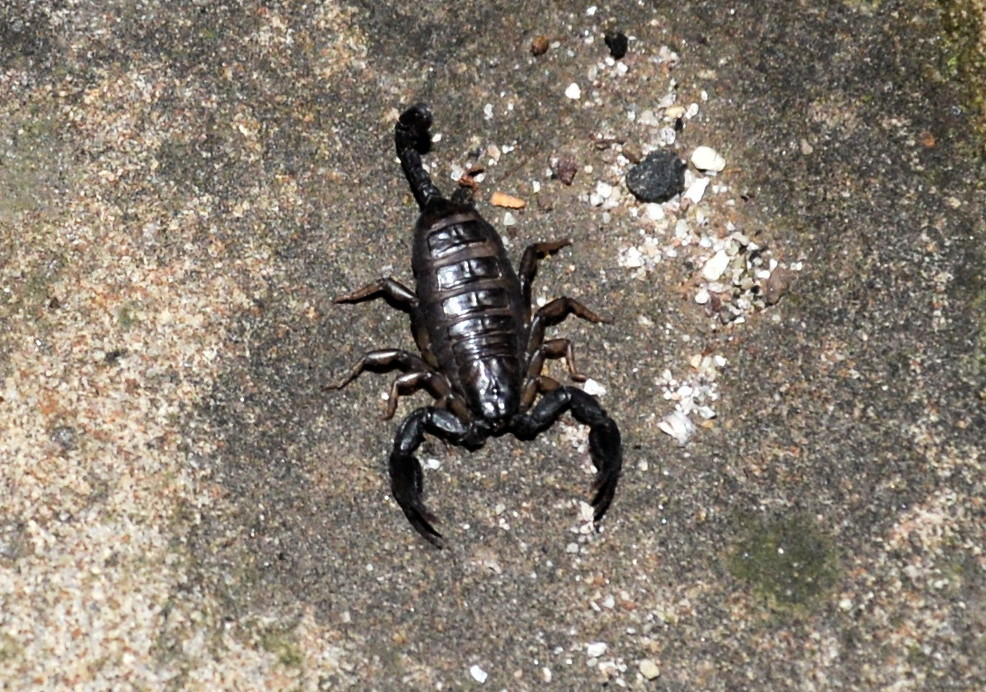
Alpiscorpius germanus

Alpiscorpius germanus mesure de 18 à 30 mm.

## Systématique et taxinomie
Cette espèce a été décrite sous le protonyme Scorpius germanus par C. L. Koch en 1837. Elle est placée dans le genre Euscorpius par Kraepelin en 1894 puis dans le genre Alpiscorpius par Kovařík, Štundlová, Fet et Šťáhlavský en 2019, qui dans le même temps place Euscorpius germanus marcuzzii en synonymie.
Euscorpius germanus alpha a été élevée au rang d'espèce par Gantenbein, Fet, Barker et Scholl en 2000.
Euscorpius germanus croaticus a été élevée au rang d'espèce par Graham, Webber, Blagoev, Ivanova et Fet en 2012.

## Publication originale
- C. L. Koch, 1837 : Übersicht des Arachnidensystems. Nürnberg, vol. 1, p. 1-39 (texte intégral).